# Karl von Nettelbladt
Christian Karl Heinrich Freiherr von Nettelbladt, auch Carl, Christian Carl Heinrich (* 24. August 1825 in Rostock; † 7. März 1908 ebenda) war ein mecklenburgischer Offizier und Leiter des Landarbeitshauses in Güstrow.

## Leben
Karl von Nettelbladt entstammte dem freiherrlichen Zweig der ursprünglich Rostocker Familie Nettelbladt und war der älteste Sohn des Universitätsbibliothekars Christian Erhard von Nettelbladt und dessen Ehefrau Sophie, geborene Ritzerow (1797–1873). Ferdinand von Nettelbladt war sein jüngerer Bruder.
Er trat 1842 als Kadett in das Kaiserlich-Königliche 54. Linien-Infanterie-Regiment in Olmütz ein und stieg dort bis zum Hauptmann I. Klasse auf.
1861 kam er nach Mecklenburg zurück und wurde Inspektor des Großherzoglichen Landarbeitshauses, das sich im Schloss Güstrow befand. 1871 wurde er Hauptmann à la suite des Mecklenburgischen Kontingents. Am 18. März 1872 erhielt Nettelbladt den Kronenorden IV. Klasse mit dem Roten Kreuz. 1876 wurde er als Nachfolger von Adolph von Sprewitz zum Oberinspektor und gleichzeitig zum Major à la suite befördert. Nach der Übernahme der Leitung des Landarbeitshauses ließ er einen an der jetzt offenen Ostseite des Schlosses, der Stelle des abgebrochenen sogenannten Wallenstein-Flügels gelegenen großen Schutthaufen abräumen. Darin fanden sich eine große Menge zerbrochener glasieter Ofenkacheln, die er 1877 an das großherzogliche Museum in Schwerin einsandte. 1892 erfolgte seine Beförderung zum Oberstleutnant. Zum 1. April 1896 wurde er mit dem ihm am 19. März 1896 verliehenen Charakter als Oberst pensioniert. Sein Nachfolger wurde der Oberst a. D. Reinhold von Wickede.
Nach seiner Pensionierung nahm er seinen Wohnsitz in Rostock. Eine in seinen Besitz gekommene Inkunabel aus der Bibliothek der Domschule Güstrow schenkte er der Universitätsbibliothek Rostock.
Seit 1862 war Nettelbladt Mitglied im Verein der Freunde der Naturgeschichte in Mecklenburg und seit 1886 Mitglied im Verein für mecklenburgische Geschichte und Altertumskunde.
Er war seit dem 22. Juli 1863 mit Julie Wilhelmine Hermine (* 1842), geborene von Monroy verheiratet. Sie war eine Tochter des Präsidenten des mecklenburgisch-schwerinschen Obergerichts in Güstrow Karl von Monroy und der Julie Piper. Das Paar hatte drei Söhne und zwei Töchter. Karl jun. von Monroy war sein Schwager.